# Regina Horowitz
Regina Samoilowna Horowitz (russisch Регина Самойловна Горовиц; * 29. Dezember 1899jul. / 10. Januar 1900greg. in Berdytschiw; † 9. September 1984 in Charkow) war eine ukrainisch-russische Pianistin und Hochschullehrerin.

## Leben
Regina  Horowitz besuchte das Gymnasium in Kiew mit Abschluss 1916. Sie studierte am Kiewer Konservatorium in Wladimir Puchalskis Klavierklasse mit Abschluss 1919. Von 1920 bis 1925 war sie Korrepetitorin der Kiewer Philharmonie. Nach einem Gastspiel in Moskau wurde sie Korrepetitorin der Charkower Philharmonie (1927–1936). In den 1920er und 1930er Jahren konzertierte sie in der Sowjetunion. Als Begleiterin trat sie mit Nathan Milstein, Dawid Oistrach, Samuil Furer und  anderen Musikern auf.
1937 begann Horowitz ihre Lehrtätigkeit zunächst an der Charkower Musikfachschule. Sie lehrte ab 1939 am Charkower Konservatorium. Daneben unterrichtete sie ab 1947 an der Charkower Jugendmusikschule am Charkower Konservatorium.
Horowitz pflegte den Kontakt mit ihrem jüngeren Bruder Vladimir Horowitz, der 1939 endgültig in die USA übergesiedelt war und 1944 die US-Staatsbürgerschaft erhalten hatte. Beginnend mit den 1960er Jahren erhielt sie Tonaufnahmen ihres Bruders und machte diese den Charkower Musikern bekannt. Darunter litt ihre Karriere, und sie konnte nicht ausreisen. 1975 beschrieb Jakow Sak in der Zeitschrift Sowjetskaja Musika die hervorragende Lehrtätigkeit von Horowitz. Zu ihren Schülern gehörten Taras Krawzow und Igor Naimark.
Horowitz war verheiratet mit Jewsei Liberman.